# Нимрудская линза
Нимру́дская ли́нза, также называемая по имени нашедшего её археолога линзой Лэйарда, — оптическая линза, созданная в 750—710 годах до н. э. и найденная при раскопках в городе Нимруд.

## Общие сведения
Линза была найдена английским археологом Остином Генри Лэйардом в 1853 году при раскопках в Нимруде, одной из древних столиц Ассирии. Она обладает формой близкой к овалу и грубо отшлифована, возможно на гранильном колесе. Геометрически — плоско-выпуклая с фокусным расстоянием около 12 см. Кратность увеличения порядка 3, но качество фокусного пятна далеко от совершенства.
Линза изготовлена из кристалла горного хрусталя, поэтому считается, что с течением времени её оптические свойства практически не поменялись. На поверхности имеется несколько незначительных вскрытых при изготовлении полостей, находившихся в теле исходного кристалла.

## Версии о назначении
Единого мнения научного сообщества относительно первоначального назначения нимрудской линзы не существует. Например, Генри Лэйард отмечает, что линза была найдена среди рассыпанных остатков какого-то небольшого предмета из древесины или слоновой кости, возможно служившего оправой или держателем. С учётом найденных сложных мелких ассирийских гравюр он предполагает возможное использование линзы в качестве лупы.
Известный итальянский профессор Джованни Петтинато (итал. Giovanni Pettinato) предложил свою версию, согласно которой линза использовалась древними ассирийцами в качестве части телескопа, и это якобы объясняет, откуда ассирийцы знали так много об астрономии. При этом он ссылается на утверждение Галилео Галилея, якобы отмечавшего, что телескопы были известны задолго до его официального изобретения голландцем Хансом Липперсгеем в 1608 году. Однако другие эксперты оспаривают это, ссылаясь на полное отсутствие описания телескопа в известных ассирийских астрономических сочинениях.
Также имеется точка зрения, согласно которой линза выполняла декоративную функцию, служа простым украшением, например мебели.

## Современное состояние
В настоящее время нимрудская линза является музейным экспонатом и демонстрируется под номером 90959 в зале № 55 Британского музея города Лондона.